# Factor de frecuencia
En cinética química, el factor de frecuencia, factor pre-exponencial o factor A es la constante pre-exponencial en la ecuación de Arrhenius, es una relación empírica entre la temperatura y el coeficiente de velocidad. Generalmente se designa como {\displaystyle A} cuando se determina mediante experimentos, mientas {\displaystyle Z} se emplea para la frecuencia de colisión.
El factor de frecuencia A, también denominado factor preexponencial o factor A de Arrhenius, viene definido, en la siguiente expresión experimental de la constante cinética k(T) de una reacción química, tal como demostró Arrhenius en 1889:
k = Ae-Ea/RT
R es la constante de los gases y Ea es la energía de activación del proceso cinético particular.
Tanto A como Ea son constantes características de la reacción que se considere.
A partir la igualdad anterior se obtiene el factor A como:
A = keEa/RT
Las unidades del factor pre-exponencial son idénticas a las de la constante de velocidad y variarán según el orden de la reacción. Para una reacción de primer orden tiene unidades de s−1. Por esa razón, se lo denomina factor de frecuencia. Las unidades de A son las mismas que las de Ea, se expresan en las mismas que las de RT, es decir, kJ/mol.
Según la teoría de las colisiones, el factor pre-exponencial depende de la frecuencia con la que las moléculas colisionan cuando todas las concentraciones son 1 M (1 mol/L) y de si las moléculas están orientadas adecuadamente cuando colisionan.
Según la teoría del estado de transición, {\displaystyle A} puede expresarse en términos de la energía de activación.
Una forma práctica de obtener el factor preexponencial, así como la energía de activación consiste en representar log10k en función de 1/T. Si se cumple la expresión de Arrhenius, la recta obtenida tiene una   pendiente - Ea/2.303RT y ordenada en el origen log10A.
Se han obtenido valores experimentales de 1012 a 1015 s-1 para reacciones unimoleculares, en tanto que para las bimoleculares el rango es de 108 a 1012 dm3 mol-1 s-1. 
La ecuación de Arrhenius se ajusta muy bien para gran cantidad de reacciones homogéneas elementales y muchas de las reacciones complejas.
Se puede suponer que el factor A es constante, como también lo es la energía de activación.  En realidad A y Ea dependen de la temperatura, si bien cuando  Ea >> RT (lo que ocurre en la mayor parte de las reacciones) tal dependencia es demasiado pequeña, a no ser que se estudie en un amplio rango de temperaturas.
A partir de la teoría de colisiones, que se desarrolló en la década de los 20 del siglo XX, se obtuvo una expresión fundamentada para el factor preexponencial. Así, en la reacción:
B + C → productos
el factor viene dado por la expresión:
A = NA π (vB + vC)2[(8RT/π)(1/MB + 1/MC)]1/2 e1/2   para B ≠ C, donde M representa el peso fórmula de cada compuesto y NA el número de Avogadro. La letra e es la base de los logaritmos neperianos.
En la teoría del estado de transición el factor de frecuencia se obtiene como:
A = (kTem/h)(z’ǂ/NAV)/[(zB/NAV)(zC/NAV)] ≈ CemTm
donde  m se puede calcular si se conoce z’ǂ, función de partición del estado de transición. zB y zC son las funciones de partición de los reactivos B y C respectivamente.
Algunos autores señalan que la dependencia de Tm del factor A queda disminuida debido a la parte exponencial que aparece en la constante de reacción, por lo que los datos cinéticos proporcionan únicamente un valor de A promediado sobre el intervalo experimental de temperaturas.
Se han realizado estudios de amplitud en la investigación fisicoquímica sobre esta cuestión.
En el caso de reacciones no iónicas en disolución diluida se ha llegado a la expresión siguiente:
A ≈ kTh-1e(c0)1-neΔSºǂ/R donde  ΔSºǂ es la entropía de activación. Esta podría calcularse a partir de datos experimentales de A y Ea.
No siempre se puede aplicar la teoría del estado de transición debido a la presencia de algunos disolventes, tal como han estudiado diversos investigadores.